# Niederau
Niederau là một đô thị thuộc huyện Meißen, bang Sachsen, Đức. Đô thị Niederau có diện tích 35,21 km², dân số thời điểm ngày 31 tháng 12 năm 2006 là 4186 người.